# Marius Boulenger
Marius Boulenger (Dour, 27 februari 1834 - Quiévrain, 28 juli 1874) was een Belgisch volksvertegenwoordiger en advocaat.

## Levensloop
Hij was de zoon van de belastingontvanger Emile Boulenger en van Simonette Defrise. Hij trouwde met Louise Pecher.
Boulenger doctoreerde in de rechten (Universiteit Luik, 1858) en was ingeschreven aan de Balie van Bergen, van 1858 tot aan zijn dood. Hij was secretaris van de Tuchtraad van 1867 tot 1871.
Hij was ook actief op industrieel vlak. Zo was hij bestuurder van:
- Sucreries d'Harmignies.

Hij was vooral afgevaardigd bestuurder van de Compagnie du Chemin de fer des Bassins houillers du Hainaut.
Van 1866 tot 1870 was hij provincieraadslid en in 1870 werd hij verkozen tot liberaal volksvertegenwoordiger voor het arrondissement Bergen. Hij zetelde tot aan zijn ontslag op 9 juni 1874, zes weken voor zijn dood.